# جوبی سوزوکی
جوبی سوزوکی (به ژاپنی: 鈴木重平 Jubei Suzuki)، فیلم‌بردار ژاپنی بود. از جمله فیلم‌هایی که او فیلمبردار فیلم بوده است می‌توان به 
۱۳ آدم‌کش (فیلم ۱۹۶۳) و چوشینگورا: اوکا نو ماکی، کیکا نو ماکی (۱۹۵۹) اشاره کرد.